# Владимиров, Юрий Сергеевич
Юрий Сергеевич Владимиров (род. 16 июля 1938, Москва) — российский учёный, физик-теоретик и философ, доктор физико-математических наук (1976), профессор (1994).
Область научных интересов — классическая и квантовая теория гравитации, проблема объединения физических взаимодействий, многомерные модели физических взаимодействий, теория прямого межчастичного взаимодействия (дальнодействия), философские проблемы теоретической физики.

## Биография
После окончания физического факультета МГУ (1961) работал в лаборатории гравиметрии ГАИШ МГУ и на кафедре теоретической физики физфака МГУ. Член ВЛКСМ (1952—1966).
Профессор кафедры теоретической физики (2008) и Института гравитации и космологии РУДН.
Вице-президент Российского гравитационного общества, член Российского философского общества, зам. главного редактора журнала «Gravitation and Cosmology», главный редактор альманаха «Метафизика. Век XXI», руководитель двух научных семинаров, работающих еженедельно на физическом факультете МГУ: «Метафизика» и «Геометрия и физика».

## Научная деятельность
Автор более 150 публикаций.
Основные научные результаты: вклад в разработку и применение монадного и диадного методов описания систем отсчёта в теории гравитации, построение 8-мерной объединенной геометрической теории физических взаимодействий.
В последние десятилетия профессор Владимиров занимается разработкой бинарной геометрофизики — физической теории, являющейся продолжением и развитием «Теории физических структур» Юрия Ивановича Кулакова. Деятельность Кулакова (и самого Владимирова) в этом направлении получила спорную оценку в российском научном сообществе. Как пишет по этому поводу в своих мемуарах сам Владимиров:

Коллеги восприняли мое новое увлечение, мягко говоря, с недоумением. Я слышал, как один из них говорил: «Юрий Сергеевич пошел „не в ту степь“!».
Доходили до меня и более развернутые оценки коллег: «Зачем Владимирову все это нужно? Он приобрел авторитет работами в области теории систем отсчета, многомерных геометрических моделей физических взаимодействий и продолжал бы заниматься этими проблемами. Он только порочит себя занятием структурами». А один коллега сказал мне прямо в лицо: «Юрий Сергеевич, я Вас значительно больше уважал, когда Вы занимались гравитацией, а не кулаковщиной!»
— Ю. С. Владимиров. Между физикой и метафизикой. Кн. 4: Вслед за Лейбницем и Махом. — М.: Книжный дом «ЛИБРОКОМ», 2012. Стр. 179.

## Педагогическая деятельность
На физическом факультете МГУ и в РУДН читал курсы: «Классическая теория гравитации», «Квантовая теория гравитации», «Многомерные геометрические теории физических взаимодействий», «Теория прямого межчастичного взаимодействия», «Введение в бинарную геометрофизику».
Подготовил 27 кандидатов наук. Среди его учеников — И. Ф. Исхаков, Б. Г. Алиев, В. Н. Ефремов, В. И. Антонов, С. В. Румянцев, Д. Ф. Китаев, А. В. Карнаухов, А. В. Соловьёв, А. Г. Миньков, А. Н. Губанов и другие.
С 1972 года бессменно ведёт семинар «Геометрия и Физика» на физическом факультете МГУ.

## Труды
- Иваненко Д. Д., Владимиров Ю. С. Теория гравитации. Ч.1: Введение в теорию пространства-времени. Ч.1. 1970. 168 с.
- Владимиров Ю. С. Системы отсчета в теории гравитации. — М.: Энергоиздат, 1982.
- Владимиров Ю. С., Мицкевич Н. В., Хорски Я. Пространство, время, гравитация. — М.: Наука, 1984
- Владимиров Ю. С. Размерность физического пространства-времени и объединение взаимодействий. — М.: Изд-во МГУ, 1987. — 215 с.
- Владимиров Ю. С. Классическая теория гравитации. — М.: Книжный дом Либроком, 2009. — 264 с. — ISBN 978-5-397-00884-6.
- Владимиров Ю. С. Метафизика. — Бином, 2009. — 568 с. — 1000 экз. — ISBN 9785947749892.
- Владимиров Ю. С. Между физикой и метафизикой. Кн. 1: Диамату вопреки. — М.: 2010.
- Владимиров Ю. С. Между физикой и метафизикой. Кн. 2: По пути Клиффорда — Эйнштейна. — М.: 2011.
- Владимиров Ю. С. Между физикой и метафизикой. Кн. 3: Геометрическая парадигма: испытание временем. — М.: 2011.
- Владимиров Ю. С. Геометрофизика. — 2-е изд., испр.. — М.: Бином. Лаборатория знаний, 2012. — 536 с. — ISBN 978-5-9963-0303-8.
- Владимиров Ю. С. Между физикой и метафизикой. Кн. 4: Вслед за Лейбницем и Махом. — М.: 2012.
- Владимиров Ю. С. Между физикой и метафизикой. Кн. 5: Космофизика Чижевского: XX век. — М.: 2013.
- Владимиров Ю. С. Природа пространства и времени: Антология идей. — М.: URSS. 2015. 400 с. ISBN 978-5-9710-1472-0.